# VB-6 フェリックス
VB-6 フェリックス（英：VB-6 Felix）とは、第二次世界大戦中にアメリカ合衆国で開発された誘導爆弾である。この兵器は現代の対艦ミサイルの前駆の一種であった。
製作は国防研究委員会（National Defense Research Committee、NDRC）による。フェリックスの目標探知は赤外線に依存しており、また目標への誘導は、天候が良く、夜間の海上にいる艦艇に行われるものだった。闇を見通す猫（Felidae）の能力にならい、この特性は本兵器の名前を生むこととなった。
フェリックスは1,000ポンド（454kg）汎用爆弾の前部に赤外線シーカーを搭載し、八角形の誘導フィンを尾部に装備したものである。ナチス・ドイツのフリッツXなど他の兵器と異なり、フェリックスは自律型だった。後の世代ではこれをファイア・アンド・フォーゲットと呼んでいる。また視認のため、尾部にフレアが装備された。
試験の成功により、1945年、フェリックスは量産体制に置かれるに至ったものの、実戦投入される前に戦争が終了した。